# Gare d'Ōe-Kōkō-Mae
La gare d'Ōe-Kōkō-Mae (大江高校前駅, Ōe-Kōkō-Mae-eki) est une gare ferroviaire localisée dans la ville de Fukuchiyama, dans la préfecture de Kyoto, au Japon. La gare est exploitée par la compagnie Kyoto Tango Railway, sur la ligne Miyafuku .
Elle porte le nom du lycée préfectoral d'Ōe (京都府立大江高等学校, Kyōto Furitsu Ōe Kōtōgakkō), une municipalité fusionnée à Fukuchiyama en 2006.

## Service des voyageurs

### Desserte
La gare d'Ōe-Kōkō-Mae est une gare disposant d'un quai et d'une voie
| N° de voie | Ligne          | Direction   |
| ---------- | -------------- | ----------- |
| 1          | ▆ KTR Miyafuku | Miyazu      |
| 1          | ▆ KTR Miyafuku | Fukuchiyama |

| Direction Miyazu | Ligne Miyafuku | Ligne Miyafuku | Ligne Miyafuku | Direction Fukuchiyama |
| Futamata F09     |                | -              |                | Ōe F07                |